# Синиша Мишић
Синиша Мишић (Рујиште, Бољевац, 25. јун 1961) српски је историчар.

## Живот
Завршио је Педагошку академију у Неготину 1980. године а Филозофски факултет у Београду 1985. Радио је као библиотекар на одељењу за историју 1986. а 1987. изабран је за асистента приправника за предмет историјска географија. Магистрирао је 1990. тезом Унутрашње воде и њихово коришћење у средњовековној Србији. Наредне године постао је асистент. Докторирао је 1994. са дисертацијом Хумска земља у средњем веку на Филозофском факултету у Београду. Ова дисертација објављена је као књига 1996. године. Изабран је за доцента 1995. Проучава однос друштва и природне средине у средњовековном друштву српских земаља и истраживањима привреде и насеља. Оснивач је катедре за историјску демографију на Географском факултету Универзитета у Београду.

## Најважнији радови
- Мишић, Синиша (1987). „Поход султана Мусе на Деспотовину 1413. године и источна српско-турска граница”. Историјски гласник (1-2): 75—88.
- Мишић, Синиша (1993). „Повеље цара Стефана Душана о манастиру Светог Петра Коришког из 1355. године”. Историјски гласник (1-2): 121—133.
- Мишић, Синиша (1994). „Гајење и прерада лана и конопље у Србији XIV-XVI века”. Историјски часопис. 39 (1992): 47—57.
- Мишић, Синиша (1996). Хумска земља у средњем веку. Београд: DBR International Publishing.
- Мишић, Синиша (2002). Југоисточна Србија средњег века. Врање-Пожаревац: Међуопштински архив, Удружење историчара Браничева и Тимочке крајине.
- Мишић, Синиша (2002). „Косаче - господа хумска”. Српска проза данас: Косаче - оснивачи Херцеговине. Билећа-Гацко: Просвјета. стр. 342—350.
- Мишић, Синиша (2003). „Територијално-управна организација Полимља (XII-XIV век)”. Краљ Владислав и Србија XIII века. Београд: Историјски институт. стр. 73—87.
- Мишић, Синиша (2005). „Насељеност Полимља у средњем веку”. Милешевски записи. 6: 63—78.
- Мишић, Синиша (2006). „Историографија о простору Херцеговине у средњем веку”. Српска проза данас: Херцеговина и српски језик у историографским и књижевним дјелима XIX и XX вијека. Билећа-Гацко: Просвјета. стр. 181—188.
- Мишић, Синиша (2006). „Хумска земља, назив и жупе”. Епископија захумско-херцеговачка. Београд: Свет књиге. стр. 39—73.
- Мишић, Синиша (2007). „Градови и тргови горњег Полимља у средњем веку (проблем деурбанизације и урбанизације)”. Милешевски записи. 7: 119—125.
- Мишић, Синиша (2007). Коришћење унутрашњих вода у српским земљама средњег века. Београд: Утопија.
- Мишић, Синиша, ур. (2010). Лексикон градова и тргова средњовековних српских земаља: Према писаним изворима. Београд: Завод за уџбенике.
- Мишић, Синиша (2010). „Полимље и Потарје у путописима XVI и XVII века” (PDF). Гласник Завичајног музеја. Пљевља. 7: 19—27.
- Мишић, Синиша (2010). „Петрушко и Липовачко крајиште од половине XIV века до 1459. године”. Расински анали. 8: 121—128.
- Мишић, Синиша; Миљковић, Ема (2011). „Истраживања сакралне топографије Горњег Полимља (до краја 16. века)”. Ђурђеви ступови и Будимљанска епархија: Зборник радова. Беране: Епископија будимљанско-никшићка. стр. 457—463.
- Мишић, Синиша (2011). „Први Милорадовићи у Хумској земљи”. Српска проза данас: Књижевно дјело Добрице Ћосића: Породице Владиславић и Милорадовић. Билећа-Гацко: Просвјета. стр. 192—197.
- Мишић, Синиша (2012). „Граница земаља Косача у Полимљу”. Милешевски записи. 9: 53—57.
- Мишић, Синиша (2012). Студије о средњовековном Полимљу. Ниш: Филозофски факултет.
- Мишић, Синиша (2014). Историјска географија српских земаља од 6. до половине 16. века. Београд: Магелан Прес.
- Мишић, Синиша (2015). „Академик Милош Благојевић (1930-2012)”. Споменица академика Милоша Благојевића (1930-2012). Београд: Центар за историјску географију и историјску демографију. стр. 9—10.
- Мишић, Синиша (2017). Моравска Србија: Историја и историјска географија (PDF). Београд: Еволута.
- Мишић, Синиша (2017). „Манастирски поседи у земљама Лазаревића (1390-1427)”. Црквене студије. 14: 293—297.
- Мишић, Синиша (2017). „Државност и државна управа у Зети Црнојевића”. Београдски историјски гласник. 8: 51—61.
- Мишић, Синиша (2018). „Територијално-управна организација Рудника и околине (12-15. век)” (PDF). Рудник и Венчац са околином у средњем веку и раној модерни. Аранђеловац: Народни музеј. стр. 7—14.
- Мишић, Синиша; Копривица, Марија, ур. (2018). Шумадија у XV веку. Београд: Центар за историјску географију и историјску демографију.
- Мишић, Синиша (2019). Српско село у средњем веку. Београд: Еволута.
- Мишић, Синиша (2019). „Социјално порекло српских архиепископа (1219-1337)”. Црквене студије. 16 (2): 87—95.
- Мишић, Синиша (2020). „Велможе и ктиторско право код Немањића и Лазаревића” (PDF). Зборник радова са Научног скупа 800 година аутокефалности Српске православне цркве. Косовска Митровица: Правни факултет. стр. 53—66. Архивирано из оригинала (PDF) 19. 04. 2021. г. Приступљено 19. 04. 2021.
- Мишић, Синиша; Копривица, Марија (2021). „Духовно подручје и границе Зетске епархије у средњем веку”. Осам векова Српске православне цркве у Црној Гори, од Зетске епископије до Митрополије црногорско-приморске. Ниш: Центар за црквене студије. стр. 31—45.
- Мишић, Синиша (2021). Методолошки и историографски прилози. Пожаревац-Београд: Народни музеј; Центар за историјску географију и историјску демографију.